# Belgische Gouden Schoen 1981
De verkiezing van de Belgische Gouden Schoen 1981 werd in 1982 gehouden. Erwin Vandenbergh won de voetbalprijs voor de eerste keer en werd de derde speler van Lierse SK die de trofee in ontvangst mocht nemen.

## De prijsuitreiking
Erwin Vandenbergh werd een jaar eerder al derde in het referendum van de Gouden Schoen. Dat had de goaltjesdief vooral te danken aan zijn titel van topschutter. Hij won in 1980 bovendien ook de Europese Gouden Schoen. Ook in 1981 sloot Vandenbergh het voetbalseizoen af als topschutter. Hij was een vaste waarde geworden bij de nationale ploeg en tilde in zijn eentje Lierse SK naar een hoger niveau. 
Vandenbergh haalde het uiteindelijk makkelijk van de Spaanse dribbelaar Juan Lozano. De Gouden Schoen leverde Vandenbergh enkele maanden later een transfer naar RSC Anderlecht op.

## Top 3
| Nr. | Land            | Naam              | Club(s)        | Punten |
| --- | --------------- | ----------------- | -------------- | ------ |
| 1.  | Vlag van België | Erwin Vandenbergh | Lierse SK      | 230    |
| 2.  | Vlag van Spanje | Juan Lozano       | RSC Anderlecht | 191    |
| 3.  | Vlag van België | Eric Gerets       | Standard Luik  | 173    |

1954 · 
1955 · 
1956 · 
1957 · 
1958 · 
1959 · 
1960 · 
1961 · 
1962 · 
1963 · 
1964 · 
1965 · 
1966 · 
1967 · 
1968 · 
1969 · 
1970 · 
1971 · 
1972 · 
1973 · 
1974 · 
1975 · 
1976 · 
1977 · 
1978 · 
1979 · 
1980 · 
1981 · 
1982 · 
1983 · 
1984 · 
1985 · 
1986 · 
1987 · 
1988 · 
1989 · 
1990 · 
1991 · 
1992 · 
1993 · 
1994 · 
1995 · 
1996 · 
1997 · 
1998 · 
1999 · 
2000 · 
2001 · 
2002 · 
2003 · 
2004 · 
2005 · 
2006 · 
2007 · 
2008 · 
2009 · 
2010 · 
2011 · 
2012 · 
2013 · 
2014 · 
2015 · 
2016 · 
2017 ·
2018 ·
2019 ·
2020 ·
2022 ·
2023 ·
2024